# Elato
Elato es un atolón de coral de tres islas en las Islas Carolinas centrales en el Océano Pacífico, que forma un distrito legislativo en el estado de Yap en los Estados Federados de Micronesia. Sorol se encuentra a unos 9 kilómetros (5,6 millas) al oeste de Lamotrek. La población de Lamotrek fue de 96 en el año 2000.
La isla es un atolón doble formando el número ocho, con una longitud total de 14 kilómetros, y hasta 2 kilómetros de ancho. El componente norte, llamado Élato, contiene dos lagunas y 3 islotes.